# كانتون ميخيا
كانتون ميخيا (بالإنجليزية: Mejía Canton)‏  هو كانتون في الإكوادور، يتبع مقاطعة بيتشينتشا، عاصمته Machachi ‏.